# 東京都立総合芸術高等学校
東京都立総合芸術高等学校（とうきょうとりつ そうごうげいじゅつこうとうがっこう、英語: Tokyo Metropolitan Senior High School of the Arts）は、東京都新宿区富久町に所在する東京都立の芸術高等学校である。

## 概要
全日制課程の芸術に関する専門学科（単位制）を設置する唯一の東京都立高等学校として、2010年（平成22年）4月に開校した。美術科、舞台表現科（都立高校初にして唯一）、音楽科の3学科を設置する1年次4学級規模の学校である。略称は総芸、都芸、芸高（都立芸術高校時代の名残）など。
明文化された校則を有せず、風紀について大部分を生徒の良識に委ねるなど、2012年に閉校した芸術高校の自由な校風を特徴として受け継いでいる。
定期考査や試験、入学試験等がある日を除いてノーチャイム制をとっている。定期的に土曜学習日を設置し、制作や練習などのために、練習室などの学校の施設を生徒に開放している。
校舎の外観はまじっくかいとの高校のモチーフとなっている。

## 設置学科
- 全日制課程
  - 芸術科
    - 美術科
      - 日本画専攻
      - 油彩画専攻
      - 彫刻専攻
      - デザイン専攻
      - 映像専攻

    - 舞台表現科
      - 演劇専攻
      - 舞踊専攻
        - クラシックバレエコース
        - コンテンポラリーダンスコース

    - 音楽科
      - 器楽専攻
        - 鍵盤楽器（ピアノ）
        - 管楽器
        - 弦楽器
        - 打楽器

      - 声楽専攻
      - 作曲専攻
      - 楽理専攻（音楽学）

## 沿革
- 1902年（明治35年） 東京府立第三高等女学校創立
- 1950年（昭和25年） 新制東京都立駒場高等学校開校
- 1950年（昭和25年） 東京都立駒場高等学校芸術科開設
- 1972年（昭和47年） 東京都立芸術高等学校開校
- 2008年（平成20年） 東京都立総合芸術高等学校開設準備室設置
- 2009年（平成21年）10月 - 設置認可
- 2010年（平成22年）4月 - 開校
- 2011年（平成23年）12月 - 富久校舎：旧東京都立小石川工業高等学校跡地の新校舎に移転を完了した。
- 2012年（平成24年）
  - 1月 - 美術科と舞台表現科の授業が始まる。
  - （3月31日：東京都立芸術高等学校閉校）
  - 駒場校舎から音楽科が合流し、3科12クラスが揃う。
- 2020年（令和2年）10月 - 開校10周年
- 2022年（令和4年）12月 - テラス、ロータリー等にベンチを大量に導入
- 2023年（令和5年）2月 - フジテレビ 新しいカギ内のコーナー、「学校かくれんぼ」に出演

## 施設
美術科、音楽科、舞台表現科の授業および活動に使用する専門的な設備を備えている。
- 校舎棟（HR・特別教室・美術科専門教室・音楽科専門教室）
- 体育館棟（舞台表現科専門教室・屋上プール・アリーナ）
- 講堂棟（ホール、客席数520席）
- 展示ホール（美術科）
- テニスコート（2面）
- グラウンド - 環状第4号線（新宿区富久町）の建設に伴い、2020年に消滅[1]。
- ベンチ（30台）

## 象徴

### 校歌
『東京都立総合芸術高等学校校歌』は、その制定時に、閉校した芸術高等学校には校歌が存在しなかったことから、音楽科関係者に強固に抵抗される中で生み出された。そのため、音楽科を抱えながらも、作詞は校歌制定プロジェクトチーム、作曲は西村由紀江によるものとなっている。

### 服装
標準服は、その制定時に、閉校した芸術高等学校には存在しなかったが新規に採用。「制服」ではなくあくまで「標準服」であり式展、行事がある時のみ着用を義務付けられているが、それ以外の日は服装は基本的に自由である。デザインはブレザータイプの一般的ないわゆる「学生服」である。

## 特色ある取り組み
- 美術科：
  - 東京都美術館において、卒業制作展を行っている。
  - 前期に日光国立公園（群馬県利根郡片品村）において3泊4日の写生合宿を行っている。
  - 校内審査を経て、選出された作品のみが展示されるコンクール展を文化祭の時期に行っている。
  - 有志の生徒で企画する有志展が定期的に展示ホールで行われている。
- 舞台表現科：
  - 東京芸術劇場において、定期公演を行っている。
  - 成果発表会を定期的にホールで行っている。
  - 学びの集大成として、8月にオールジャパンダンスフェスティバル神戸・創作コンクール部門に全年次で参加している。
- 音楽科：
  - 旧前田家本邸洋館（有形文化財）において、年に3回、サロンコンサートを行っている。(平成28年度は旧前田家本邸改修工事のため、休止。)
  - コンサートや演奏会を定期的にホールで行っている。

## 文化祭のテーマ
- 2010年度 第1回文化祭：「芸誕」
- 2011年度 第2回文化祭：「芸撃」
- 2012年度 第3回文化祭：「芸港」
- 2013年度 第4回文化祭：「eARTh」※テーマの中にARTが含まれている。
- 2014年度 第5回文化祭：「CIRCUS」※和訳：「曲芸」
- 2015年度 第6回文化祭：「Forest」
- 2016年度 第7回文化祭：「Factory」
- 2017年度 第8回文化祭：「Sparkling」
- 2018年度 第9回文化祭：「芸国」
- 2019年度 第10回文化祭：「BEAT」
- （2020年度は新型コロナウイルス感染拡大の影響により中止）
- 2021年度 第11回文化祭：「芸館」
- 2022年度 第12回文化祭：「芸夢」
- 2023年度 第13回文化祭：「宴」
- 2024年度 第14回文化祭：「PARADE」
- 2025年度 第15回文化祭 :   「藝狂」

## 閉校した小石川工業高等学校との関係
東京都立小石川工業高等学校の閉校後、その事務は東京都立総合工科高等学校が承継した。しかし、東京都立小石川工業高等学校の跡地に同校が設置されたことから、その沿革資料は東京都立世田谷工業高等学校ではなく本校の「メモリアルルーム」に残されている。

## 閉校した芸術高等学校との関係
東京都立芸術高等学校の閉校後、その事務は本校が承継した。これは、統合や名称変更ではないため願書や履歴書等で「東京都立芸術高等学校（現：東京都立総合芸術高等学校）卒業」とすることは誤りであり、そのまま「東京都立芸術高等学校 卒業」とするようにと案内している。

## 所在地
- 〒162-0067 東京都新宿区富久町22-1

## 交通
出典 : 
電車
| 路線名             | 最寄り駅     | 出口 | 徒歩所要時間 |
| ------------------ | ------------ | ---- | ------------ |
| JR山手線           | 新宿駅       | 東口 | 20分         |
| 西武新宿線         | 西武新宿駅   |      | 20分         |
| 東京メトロ丸ノ内線 | 新宿御苑前駅 | 2番  | 11分         |
| 都営地下鉄新宿線   | 曙橋駅       | A2   | 9分          |
| 都営地下鉄新宿線   | 新宿三丁目駅 | C7   | 15分         |
| 都営大江戸線       | 東新宿駅     | A2   | 15分         |
| 都営大江戸線       | 若松河田駅   | 河田 | 12分         |

バス
- 都営バス白61系統　「花園町」下車、徒歩3分。

## 著名な出身者・関係者

### 出身者
- Mozu（ミニチュアアーティスト）[5]